# 앤드루 쿠니
앤드루 쿠니(영어: Andrew Cooney, 아일랜드어: Aindreas Ó Cuana, 1897년 4월 22일 ~ 1968년 8월 4일)는 아일랜드 공화주의 운동가이다. 티퍼레리주 니나 출신이다. 유니버시티 칼리지 더블린에서 수학하던 중 아일랜드 독립전쟁이 발발하자 아일랜드 공화국군(IRA) 더블린 여단 제3대대에 들어갔다.
1921년 7월 영국-아일랜드 조약이 맺어졌으나 쿠어너는 조약에 반대했고, 1922년 아일랜드 내전 당시 아일랜드 공화국군 조약 반대파(ATIRA) 제1동부사단 지휘관으로 활동했다. 쿠어너는 같은 해 아일랜드 자유국 정부군에게 체포되어 교도소에 수감되었다. 1922년 10월 10일 탈옥을 시도했으나 실패했다. 1924년 석방되었고 1925년 프랭크 에이킨의 뒤를 이어 ATIRA 참모총장 자리에 올랐다.